# 索爾特利克 (肯塔基州)
索爾特利克（英語：Salt Lick）是一個位於美國肯塔基州巴斯縣的城市。

## 地方資料
根據2020年美國人口普查的數據，索爾特利克的面積為2.05平方千米，當中陸地面積為2.02平方千米，而水域面積為0.03平方千米。當地共有人口247人，而人口密度為每平方千米120.49人。